# Бабенко, Пелагея Максимовна
Пелаге́я Макси́мовна Бабе́нко (урожд. Коша́ра; 7 августа 1930, Анастасиевская, Северо-Кавказский край — неизвестно) — передовик советского сельского хозяйства, звеньевая виноградарского совхоза имени Молотова Министерства промышленности продовольственных товаров СССР, Анапского района Краснодарского края. Герой Социалистического Труда (1951)..

## Биография
Родилась 7 августа 1930 года в станице Анастасиевской Славянского района Северо-Кавказского (ныне — Краснодарского) края в семье крестьянина. Русская.
Трудовую деятельность начала в 1947 году рабочей виноградарской бригады совхоза имени Молотова Анапского района Краснодарского края.
В 1949 году она возглавила комсомольско-молодёжное звено виноградарей и по итогам работы в этом году была награждена орденом Ленина (26.09.1950).
В 1950 году звено П. М. Кошары получило урожай винограда 112 центнеров с гектара на площади 10 гектаров.
Указом Президиума Верховного Совета СССР от 27 августа 1951 года за получение в 1950 гсду высоких урожаев винограда Кошаре Пелагее Максимовне присвоено звание Героя Социалистического Труда с вручением ордена Ленина и золотой медали «Серп и Молот».
Этим же указом получили звание Героя Социалистического Труда с вручением ордена Ленина и золотой медали «Серп и Молот» Азарная, Евдокия Михайловна, Кутенова, Мария Петровна,
В последующие годы звено П. М. Бабенко (в замужестве) продолжало получать высокие урожаи солнечной ягоды в совхозе. 3 ноября 1953 награждена медалью «За трудовое отличие».

## Награды
- Медаль «Серп и Молот» (1951);
- Орден Ленина (26.09.1950)
- Орден Ленина (1951).
- Медаль «За трудовое отличие» (03.11.1953).
- Медаль «В ознаменование 100-летия со дня рождения Владимира Ильича Ленина» (6 апреля 1970)
- Медаль «Ветеран труда»
- и другие.

## Память
- Имя Героя золотыми буквами вписано на мемориальной доске в Краснодаре.
- Занесена в Книгу Почёта района и на аллею Трудовой Славы Анапского района.